# American Indoor Football Association

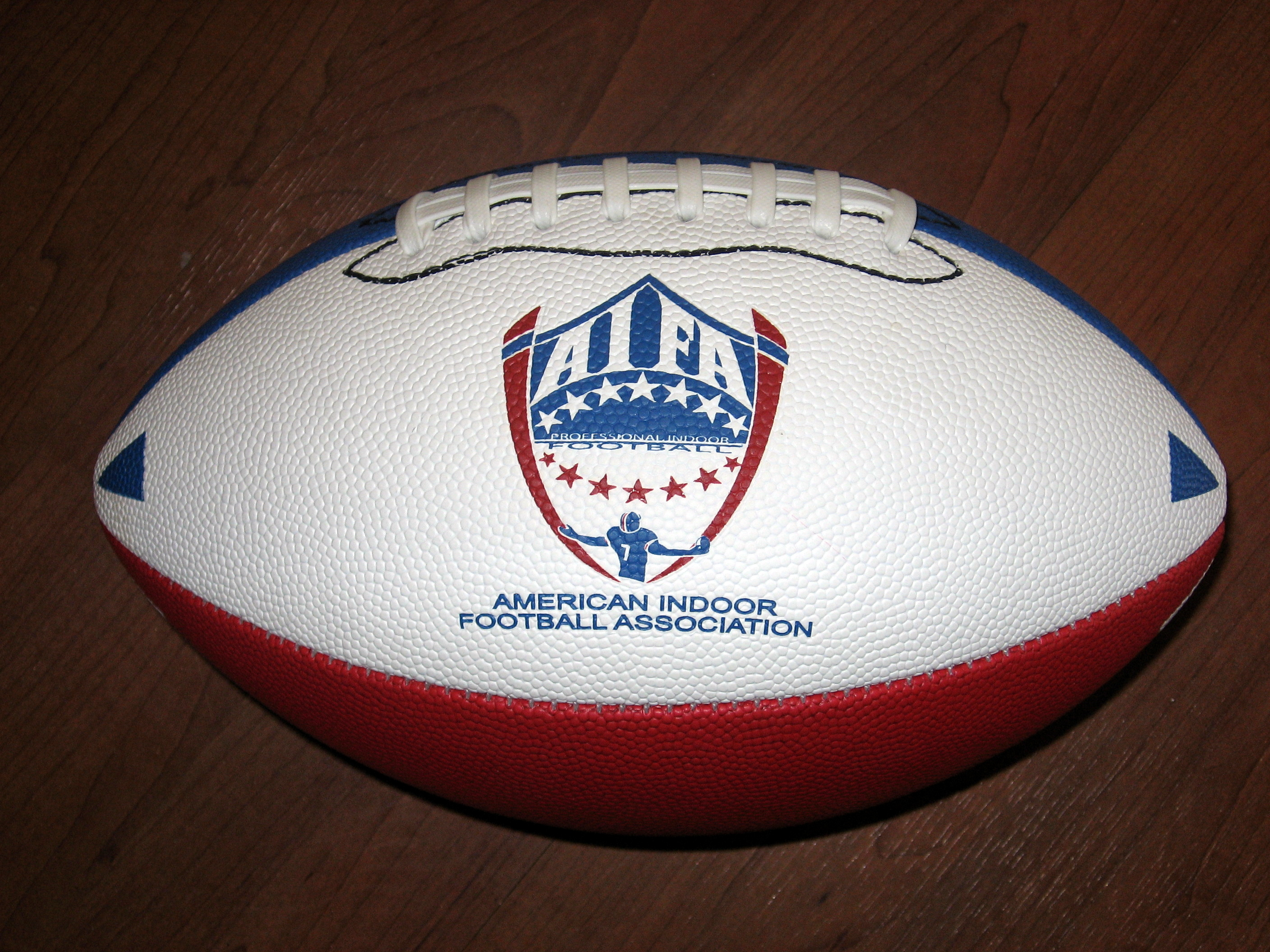
Ballon officiel de L'AIFA.

L'American Indoor Football Association (AIFA) est une ligue professionnelle américaine de football américain en salle. 
Fondée en 2005 et dissoute en 2016, elle remplacait l'ancienne American Indoor Football League et en avait repris la totalité des franchises.

Logo de 2011 à 2016.

En 2008, elle était composée des 16 équipes suivantes :
- Conférence Est :
  - Division Nord :
    - Mariners de Baltimore
    - Legends de Canton
    - RiverRats d'Érié
    - Express de Reading

  - Division Est :
    - Speed de la Caroline
    - Guard de Fayetteville
    - Phantoms de Florence
    - Heroes de Huntington

- Conférence Ouest :
  - Division Sud :
    - Colts d'Augusta
    - Lions de Columbus
    - Stingrays de la Floride
    - Mudcats du Mississippi

  - Division Ouest :
    - Adrenaline de l'Arizona
    - Wildcats du Nouveau-Mexique
    - Saints de l'Utah
    - Cavalry du Wyoming

## Palmarès
| Saison    | Champion                 | Score | Finaliste                |
| --------- | ------------------------ | ----- | ------------------------ |
| 2005 (en) | Bandits de Richmond      | 56–30 | Freeze d'Érié            |
| 2006 (en) | Legends de Canton        | 54–49 | Renegades de Rome        |
| 2007 (en) | Thunderbolts de Lakeland | 54–49 | Express de Reading       |
| 2008 (en) | Phantoms de Florence     | 48–12 | Cavalry du Wyoming       |
| 2009 (en) | Express de Reading       | 65–42 | Cavalry du Wyoming       |
| 2010 (en) | Mariners de Baltimore    | 57–42 | Cavalry du Wyoming       |
| 2012 (en) | Heroes de Cape Fear      | 79–27 | Eagles de la Californie  |
| 2013 (en) | Stampede de Harrisburg   | 52–37 | Heroes de Cape Fear      |
| 2014 (en) | Mariners de Baltimore    | 45–44 | Heroes de Cape Fear      |
| 2015 (en) | Capitals de York         | 58–30 | Blitz de Chicago         |
| 2016 (en) | Lions de Columbus        | 74–32 | Ironmen de West Michigan |